# Seznam předsedů Papežské akademie pro život
Toto je seznam předsedů Papežské akademie pro život:
1. Jérôme Lejeune (únor – duben 1994)
2. Juan de Dios Vial Correa (duben 1994 – prosinec 2004)
3. Elio Sgreccia (prosinec 2004 – červen 2008)
4. Salvatore Fisichella (17. června 2008 – 30. června 2010)
5. Ignacio Carrasco de Paula (od 30. června 2010)